# Коршок Віктор Миколайович
Віктор Миколайович Коршок (нар. 2 червня 1972, смт Ямпіль, Сумська область) — український військовослужбовець, підполковник Збройних сил України, учасник російсько-української війни. Лицар ордена Богдана Хмельницького III ступеня (2016).

## Життєпис
1989 року розпочав військову службу.
Закінчив Кам'янець-Подільське вище військово-інженерне командне училище імені маршала інженерних військ В. К. Харченка (1993, з відзнакою), Національну академію оборони України.
Служив командиром взводу, заступником командира роти, командиром роти, начальником штабу — заступником командира військової частини, начальником інженерної служби управління дивізії, начальником штабу — першого заступника командира інженерного полку, старшим викладачем циклової комісії військово-технічних дисциплін військового коледжу сержантського складу Кам'янець-Подільського національного університету імені Івана Огієнка, начальником відділу інформаційного забезпечення Центру розмінування.
Учасник АТО. Брав участь у розблокуванні Луганського аеропорту.
З 17 грудня 2016 — командир 48-ї інженерної бригади Головного управління оперативного забезпечення Збройних сил України.
З 28 грудня 2016 — перший заступник начальника Кам'янець-Подільського гарнізону.

## Нагороди
- орден Богдана Хмельницького III ступеня (12 жовтня 2016) — за вагомий особистий внесок у зміцнення обороноздатності Української держави, мужність, самовідданість і високий професіоналізм, виявлені під час бойових дій та при виконанні службових обов’язків[2].